# Новии
Новиите (на латински: Novii, Novius) са фамилия от Древен Рим.
Известни с това име:
- Овий и Новий Калавий, братя 314 пр.н.е.[1]
- Новий Нигер, квестор 62 пр.н.е.
- Квинт Новий, римски поет 1 век пр.н.е.
- Факунд Новий, римски архитект 1 век пр.н.е.
- Луций Новий Нигер, народен трибун 58 пр.н.е.
- Децим Юний Новий Приск, консул 78 г.
- Гай Новий Приск, суфектконсул 152 г.
- Новий Сабиниан, суфектконсул 160 г.
- Новия Криспия, съпруга на Квинт Антисций Адвент Постумий Аквилин, свекърва на Вибия Аврелия Сабина[2]
- Луций Новий Руф, суфектконсул 186 г.
- Тиберий Флавий Новий Руф, управител на Долна Мизия 218 – 219/220